# Харківський аероклуб ім. В. С. Гризодубової ТСО України
«Харківський аероклуб ім. В. С. Гризодубової ТСО України» — авіаційно-спортивна організація в місті Харків. Основною діяльністю Харківського аероклубу є розвиток та популяризація парашутного, вертолітного й авіамодельного спорту, готує спеціалістів для Збройних сил та господарських потреб України. Базується на аеродромі «Коротич».
Харківський аероклуб ім. В. С. Гризодубової ТСО України є складовою частиною всеукраїнського громадського добровільного оборонно-патріотичного і спортивно-технічного об'єднання громадян — Товариства сприяння обороні України (ТСОУ). Товариство сприяння обороні України також є офіційним правонаступником Добровільного товариства сприяння армії, авіації і флоту УРСР.
На аеродромі «Коротич» Харківського аероклубу ім. В. С. Гризодубової ТСО України відбуваються ознайомлювальні і тренувальні стрибки з парашутом (з десантним парашутом і в парашутній системі — «тандем»), польоти на літаках і вертольотах. Також проводяться змагання (регіональні, всеукраїнські та ін.) з парашутного, вертолітного й авіамодельного спорту.

## Історія
Перший аероклуб був заснований в Харкові до першої світової війни — як відділення Всеросійського аероклубу. Його члени займалися популяризацією авіації, брали участь в організації в Харкові показових виступів перших російських льотчиків. У листопаді 1909 р при Харківському технологічному інституті професор Г. Ф. Проскура організував студентський повітроплавний гурток «Аеросекція».
1 січня 1925 р. в Харкові був відкритий аероклуб імені Ілліча (пізніше — аерохімклуб). Він розташувався в будівлі колишньої біржі на площі Тевелєва (була знесена в 1928 р.). Над входом до будівлі на плоскому даху було встановлено навчальний літак-винищувач «Ньюпор», подарований аероклубу 2-ю постійною авіабазою ВПС, що базувалася в Харкові. В аероклубі проводилися виставки, зустрічі з авіаторами, читалися доповіді та лекції. Спільно з авіабазою аероклуб вів роботу з конструювання та виготовлення планерів, в ньому працювали авіамодельна лабораторія, музей авіації та хімії, хімічна лабораторія, агітбригада.
Підготовкою пілотів та інших авіаційних спеціалістів аероклуб не займався. Для підготовки пілотів в 1928 р в Харкові була відкрита льотна школа цивільного флоту, в першому випуску якої були зокрема три дівчини, в тому числі Валентина Гризодубова. У 1931 р. школу перевели до Полтави.
4 листопада 1933 р. у Харкові був відкритий Всеукраїнський аероклуб, перед яким ставилося завдання готувати пілотів, авіатехніків, мотористів, фахівців різних авіаслужб, планеристів, парашутистів, розвивати автомобільну справу і проводити науково-дослідну роботу. Підготовку льотчиків почали проводити на трьох літаках У-2. До системи аероклубу увійшла планерна школа ТСОАВІАХІМУ, що розташовувалася на станції Васищеве.
3 червня 1941 р. Харківський аероклуб був виключений зі списків аероклубів ТСОАВІАХІМУ та переданий організованій у Харкові 10-й військовій авіаційній школі Головного управління навчальних закладів ВПС Червоної Армії. На цей час в аероклубі налічувалось 44 літаки У-2, один Р-5 і один СП-1; 59 моторів М-11, два аеродроми (біля Харківського тракторного заводу і в селищі Коротич), дві парашутних вишки.
Після завершення німецько-радянської війни, у 1947 р. аероклуб був відроджений на громадських засадах учорашніми військовими льотчиками. Для його роботи були передані зі Львова 9 літаків У-2, пізніше в аероклубі з'явилися навчально-тренувальні УТ-2. Аероклуб розмістили в будівлі на вул. Чернишевській, 14. У 1948 р. аероклубу передали поле в Помірках, що належало раніше Пограншколі, в тому ж році відбувся перший післявоєнний випуск пілотів. З 1950 р почалося практичне освоєння льотного поля в Коротичі.
У 1963 р. аероклуб переїхав до будівлі по вул. Плеханівській, 16, в 1972 р. — до сусідньої будівлі на Плеханівській, 16А, де знаходиться й досі.
У лютому 1964 р. в аероклубі повністю розформували два льотних загони, в ньому залишилися парашутна та літакова ланки. Клуб отримав нове ім'я — авіаспортклуб, був зроблений акцент у бік розширення спортивної діяльності. Представники клубу успішно виступали на республіканських, всесоюзних і міжнародних змаганнях. Харків'яни встановили 16 світових, більше 30 всесоюзних і понад 60 республіканських рекордів з авіаційних видів спорту.
У 1996 р. аероклубу було присвоєно ім'я видатної льотчиці Валентини Гризодубової.

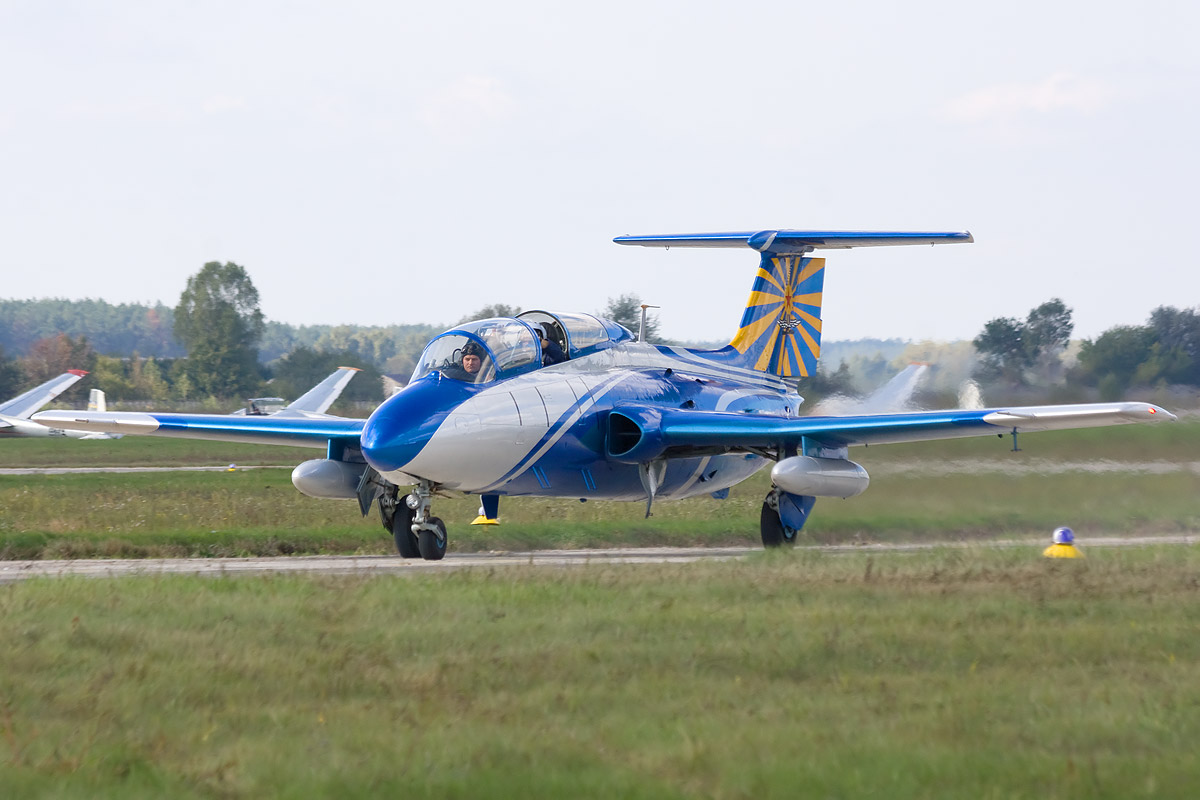
Л-29 пілотажної групи Харківського аероклубу

У 2005 році засновано Пілотажну групу - датою її утворення вважається 3 вересня, коли вперше злетіла Л-29 Сергія Філатова. Виконуючи вищий пілотаж на своєму реактивному літаку, колишній військовий льотчик вирішив додати цим польотам видовищності і розвинути своє захоплення в масштабний авіаційний проект. Поступово почав підбирати техніку і команду. Незабаром почалися польоти парою, потім трійкою і четвіркою. У складі пілотажної групи Харківського аероклубу - три реактивних літака Aero L-29 «Delfin».
Ведучий пілотажної групи - колишній військовий пілот, начальник Харківського аероклубу, льотчик-інструктор Сергій Філатов, з ним в команді - найближчий напарник, льотчик-інструктор, колишній військовий пілот Сергій Комін, і також колишній військовий льотчик - досвідчений інструктор Анатолій Бернатович, - всі - випускники Харківського вищого військового авіаційного училища льотчиків.
23 серпня 2019 р., у День Державного Прапора України, на аеродромі «Коротич» Харківського аероклубу скайдайвери з 12 країн світу склали фігуру «тризуб». Стрибки були виконані з двох Ан-28, ініціатором став Ілля Балашов. У стрибку взяли участь, окрім українців, представники Австралії, Німеччини, Румунії, Швеції, Польщі, Франції, Словаччини та інших країн.
На самому початку 2021 року Харківський аероклуб отримав сертифікат постійного злітно-посадкового майданчика «Коротич», дійсний до 25 лютого 2024 року. Протягом авіаційного сезону 2021 року виконувались навчально-тренувальні та ознайомлювальні польоти зі спортсменами-льотчиками на ХАЗ-30, Л-29, Як-18Т, АК-1-3, Як-52 та Ан-2. Ознайомлювальні польоти та парашутні стрибки цього року виконувались щоп'ятниці, суботи та неділі. Аеродром «Коротич» у вихідні дні відвідали близько 86 000 людей.  З 22 квітня 2021 року введено в дію нову Інструкцію з виробництва польотів у районі аеродрому, яка суттєво збільшує повітряний простір у горизонтальних та вертикальних межах.
Після річної перерви було відновлено та успішно проведено роботу з виконання Програми початкової льотної підготовки військових пілотів – курсантів льотного факультету ХНУПС. Організовано та проведено безліч змагань, культурно-масових та національно-патріотичних заходів, головний з яких – KharkivAviaFest-2021.
3 березня 2022 року аеродром «Коротич» Харківського аероклубу було вражено нальотом авіації противника. Інфраструктура аеродрому і літаки приведено у неробочий стан. Протягом року 4 рази по аероклубу наносилися масовані ворожі ракетні удари, не враховуючи безлічі дрібних влучань, результатами яких були руйнування огорожі, льотного поля, «прильоти», які відбулися поруч з територією. За попередніми оцінками, збитки Харківського аероклубу становлять на сьогодні понад 30 млн.грн. Деяку приватну техніку частково вдалося евакуювати. Деяка постраждала, а потім була знищена. Інфраструктуру та авіапарк аероклубу майже повністю зруйновано.
На початку літа 2022 року у ворожих пабліках пройшла інформація, що начебто на українському аеродромі «Коротич» зосереджена серйозна військова техніка. Буквально через декілька годин аеродром зазнав повторного нападу. Опівночі 4 червня 2022 року з різницею в кілька хвилин по аеродрому «Коротич» було випущено 4 ракети. Зруйновано ангари, знищено авіатехніку, пошкоджено інфраструктуру аеродрому.
Пізно ввечері 4 червня 2022, близько 23 години, ворог знову підступно наніс три ракетно-артилерійських удари по вже зруйнованій інфраструктурі аеродрому «Коротич». Люди встигли сховатися. Проте два пошкоджених ангари були зруйновані повністю, а разом з ними – і вся авіаційна техніка, - а це легкі спортивні і тренувальні літаки.
Аеродром «Коротич» зазнав нового, четвертого удару в День захисників і захисниць України: ракетами вдарили 14 жовтня 2022. П`ять ракет вразили територію аеродрому. Перші лягли на льотному полі — це і врятувало життя керівника і співробітників аероклубу, які в секунди атаки перебирали картоплю у вже напівзруйнованому ангарі. За хвилину до ракет, які знову вдарили по багатостраждальній будівлі, звідти вискочили люди